# Lazarovo uskrsnuće
Uskrisenje Lazara je epizoda u Novom zavjetu, koja se pojavljuje jedino u Evanđelju po Ivanu (Ivan 11,1-44). To je čudo u kojem Isus vraća u život Lazara iz Betanije četiri dana nakon pokopa. U Evanđelju po Ivanu ovo je posljednje čudo, koja Isus čini prije svoje Muke i svoga uskrsnuća.
Lazar je brat Marte i Marije. Obitelj živi u selu Betaniji, oko tri kilometara istočno od Jeruzalema na jugoistočnoj padini Maslinske gore.
Prema Ivanu 11,1-44, Isus prima poruku da je Lazar bolestan, a njegove dvije sestre traže njegovu pomoć. Isus govori svojim sljedbenicima: "Ta bolest nije na smrt, nego na slavu Božju, da se po njoj proslavi Sin Božji". Isus odgađa svoj odlazak dva dana. Učenici se boje povratka u Judeju, ali Isus kaže: "Lazar, prijatelj naš, spava, no idem probuditi ga." Kada apostoli ne razumiju, pojašnjava: "Lazar je umro. Ja se radujem što ne bijah ondje, i to poradi vas - da uzvjerujete. Nego pođimo k njemu."
Kad stignu u Betaniju, Lazar je mrtav i pokopan prije četiri dana. Prije nego što uđu u grad, Marta, Lazarova sestra, dolazi u susret Isusu i kaže mu: "Gospodine, da si bio ovdje, brat moj ne bi umro. Ali i sada znam: što god zaišteš od Boga, dat će ti". Isus je uvjeravao Martu da će njezin brat ustati i izjavljuje: "Ja sam uskrsnuće i život: tko u mene vjeruje, ako i umre, živjet će. I tko god živi i vjeruje u mene, neće umrijeti nikada. Vjeruješ li ovo?" Martina je tvrdnja da ona doista vjeruje: "Da, Gospodine! Ja vjerujem da si ti Krist, Sin Božji, Onaj koji dolazi na svijet!". To je drugi put (nakon Natanaela) da netko izjavljuje da je Isus kao Sin Božji i prvi put da ga netko oslovljava kao "Mesiju" i "Sina Božjega" u isto vrijeme. Jedini drugi put to se događa u cijelom evanđelju kao objašnjenje koje autor evanđelja daje na samom kraju.
Po ulasku u selo, Isus susreće Mariju i ljude koji su je došli utješiti. Vidjevši njihovu tugu i plač, Isus je duboko dirnut. Zatim, nakon što je pitao gdje je pokopan, Isus je plakao. Nakon toga, traži uklanjanje kamena s groba, ali Marta kaže da zaudara. Na što Isus odgovara: "Nisam li ti rekao: budeš li vjerovala, vidjet ćeš slavu Božju?" Zato su maknuli kamen. Tada Isus podigne pogled i reče: "Oče, hvala ti što si me uslišao. Ja sam znao da me svagda uslišavaš; no rekoh to zbog nazočnog mnoštva: da vjeruju da si me ti poslao." Kad je to rekao, Isus je glasno zazvao: "Lazare, izlazi!" Mrtvac je izašao, ruke i noge imao je omotane trakama od platna i s krpom oko lica. Isus im reče: "Skinite odjeću i otpustite ga!"
Lazar se ponovno spominje u Evanđelju po Ivanu poglavlje 12. Šest dana prije Pashe, Isus se vraća u Betaniju, a Lazar prisustvuje večeri koju služi Marta, njegova sestra. Isus i Lazar zajedno privlače pažnju mnogih Židova i pripovjedač navodi da glavni svećenici smatraju da je Lazar poginuo jer su mnogi ljudi vjerovali u Isusa zbog njegovog uskrisenja Lazara.
Čudo uskrisenja Lazara vrhunac je Ivanovih "znakova". Objašnjava mnoštvo ljudi, koje traži Isusa na Cvjetnicu i vodi izravno na odluku Kajfe i Sanhedrina da planiraju ubiti Isusa. Teolozi Moloney i Harrington gledaju na uskrisenja Lazara kao "ključno čudo" koje pokreće lanac događaja koji dovode do raspeća Isusa. Oni to smatraju "uskrsnućem koje će dovesti do smrti", jer će uskrisavanje Lazara dovesti do smrti Isusa, Sina Božjeg, u Jeruzalemu koji će otkriti Božju slavu. Calvin primjećuje da "Krist nije samo pokazao izvanredan dokaz božanske moći da uskrisi Lazara, već je pred našim očima postavio živahnu sliku svoga budućeg uskrsnuća".
U romanu "Zločin i kazna" Fjodora Dostojevskoga, ubojica Raskoljnikov traži da mu prostitutka Sonja pročita ovaj dio Evanđelja.